# Filchnerella gansuensis
Filchnerella gansuensis is een rechtvleugelig insect uit de familie Pamphagidae. De wetenschappelijke naam van deze soort is voor het eerst geldig gepubliceerd in 1985 door Xi & Zheng.